# Вежі Петронас
Вежі Петронас (англ. Petronas Towers, mal. Menara Petronas) — близнюки-хмарочоси в Куала-Лумпурі, Малайзія. Кожна вежа заввишки 375 метрів (зі шпилем — 451,9 м) має 88 поверхів. Будівництво було розпочато в 1995 і завершено у 1998 році. При відкритті вони були найвищими хмарочосами в світі. Нині Петронас Тауерс — найвищі вежі-близнюки у світі.
Загальна площа всіх приміщень будівлі 213 750 м², що відповідає 48 футбольним полям. Швидкісні ліфти піднімаються на верхній поверх за 90 секунд. Їхні кабіни двоярусні: верхня відкривається на парних поверхах, нижня — на непарних. Щоденно вежі можуть відвідати не більше 1 700 туристів.

## Будівництво
«Фінансовими батьками» хмарочоса стали дві великі малайзійські фірми — нафтова компанія Петронас і холдинг, очолюваний місцевим магнатом Ананда Крішаном.
У міжнародному конкурсі на найкращий проєкт, що відбувся влітку 1991 року, брало участь вісім відомих архітектурних майстерень. Найкращим проєктом був визнаний проєкт архітектурної майстерні «Cesar Pelli & Associates». Хмарочос являє собою дві вежі, кожна з яких в плані схожа на восьмипроменеву зірку — данина поваги архітектора традиціям і символіці ісламу.
Незвичним було те, що замовник найняв різні будівельні компанії для кожної із веж. Вежа № 2 була закінчена швидше, попри те, що її будівництво розпочалося місяцем пізніше.
Одним із найскладніших процесів будівництва веж було встановлення мосту, що з'єднує їх. Він розташований між вежами на 41 та 42 поверхах, має 58 м у довжину. Окрім з'єднання, міст також виконує роль евакуаційного виходу, у разі потреби для евакуації однієї з веж.
Унікальним є 150-метровий фундамент веж (найглибший на планеті). Така глибина пояснюється складом ґрунту на ділянці, де стоять хмарочоси. Загальний об'єм залитого в фундамент бетону склав 13 тисяч м³.
На будівництво хмарочоса пішло майже 37 тисяч тонн сталі. Вартість будівництва — 1,6 мільярдів доларів США.
Офіційно башти-близнюки були відкриті 28 серпня 1999 року.

## Цікаві факти
На думку творців науково-популярного фільму Життя після людей вежі простоять довше за інші хмарочоси і зруйнуються приблизно через 500 років після зникнення людей.

## Галерея

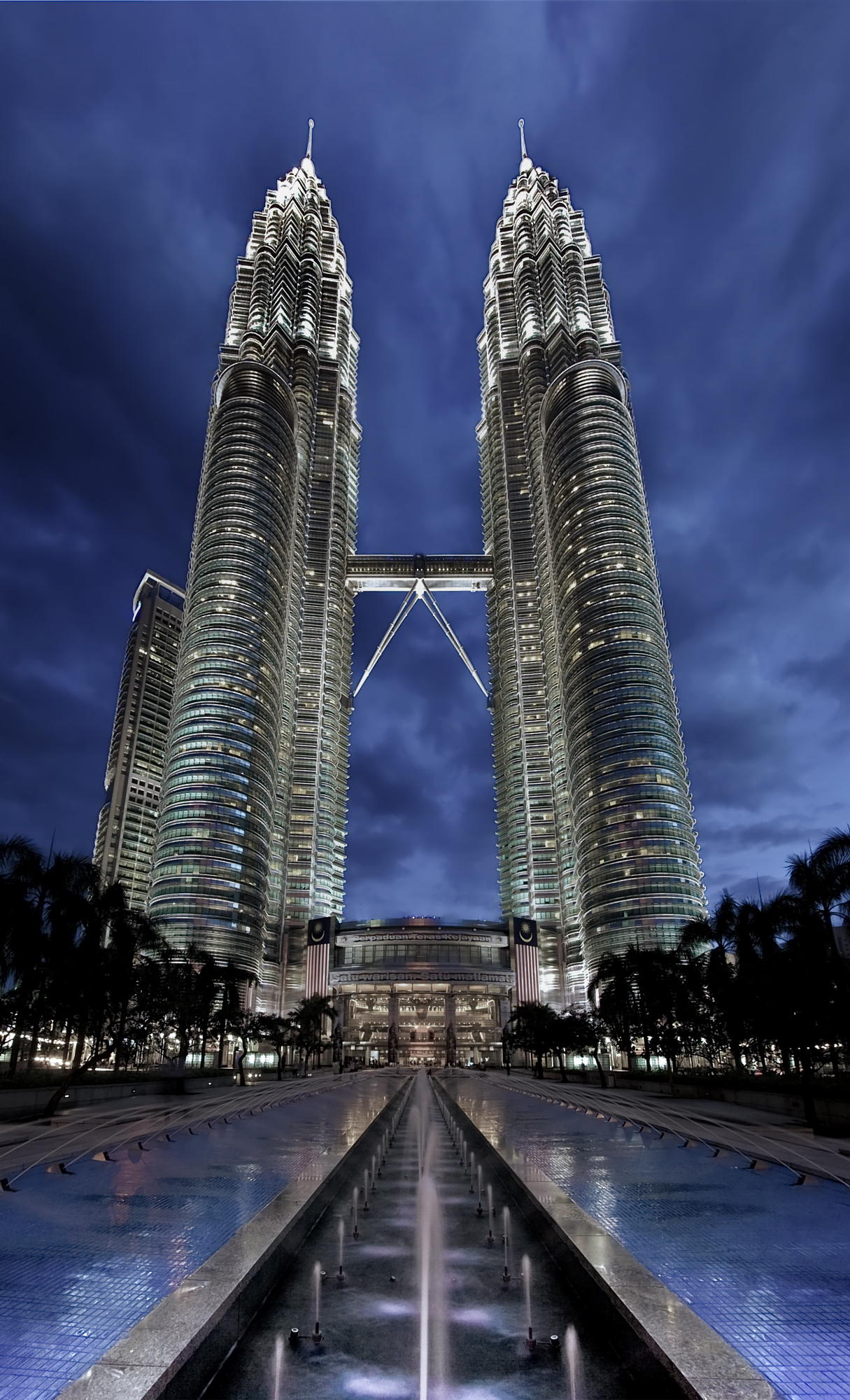
Вежі Петронас вночі
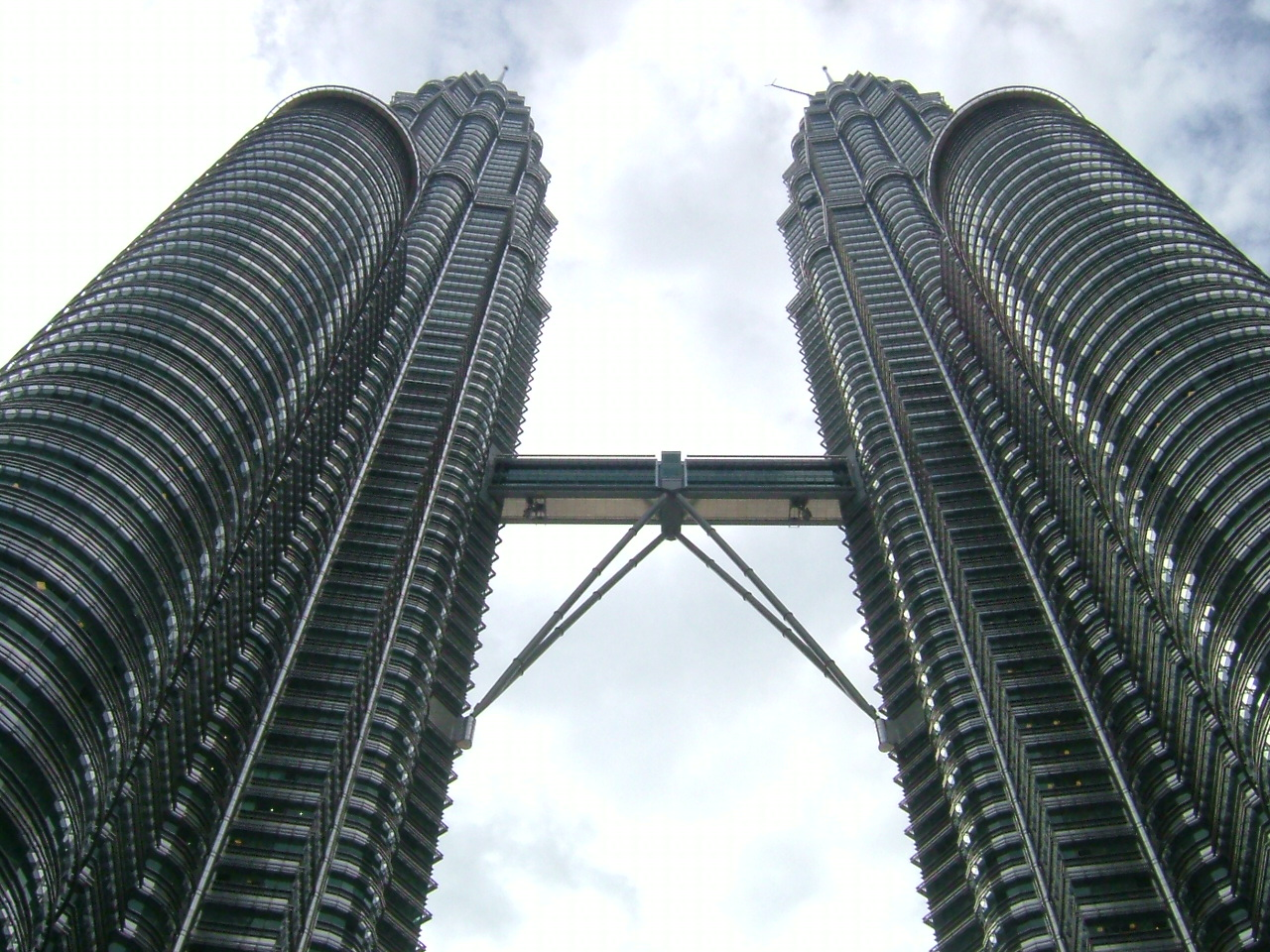
Вид з центрального входу
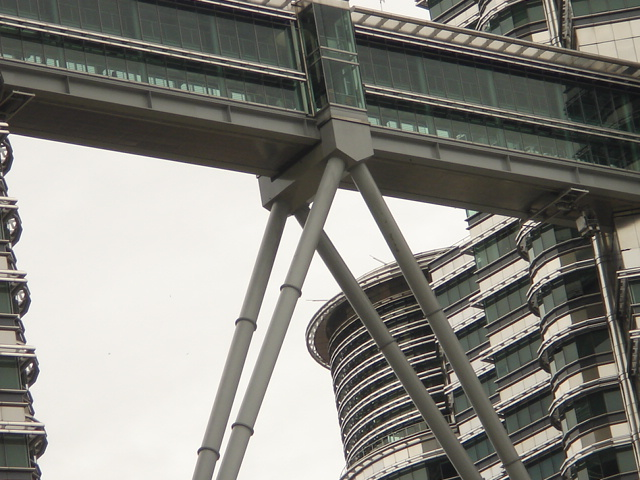
Місток між вежами
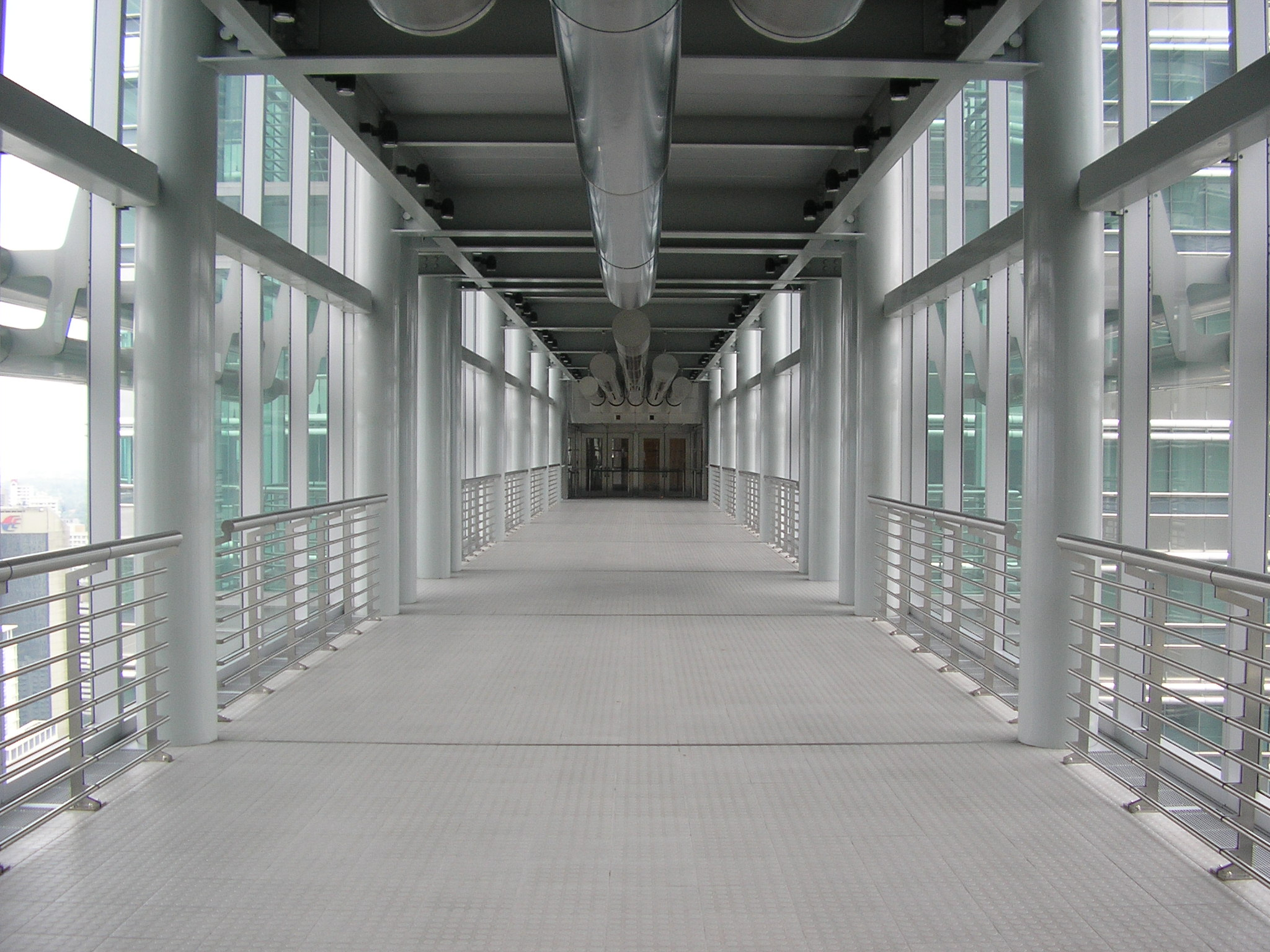
Обсерваторія